# 倉敷市立自然史博物館
倉敷市立自然史博物館（くらしきしりつしぜんしはくぶつかん、英: Kurashiki Museum of Natural History）は、岡山県倉敷市にある博物館。倉敷美観地区から倉敷中央通りを隔てた西隣の一画の中に、倉敷市立図書館や倉敷市立美術館とともに建ち並んで位置している。1983年11月3日に開館した。3階建てで4つの常設展示室と1つの特別展示室が存在し、岡山県の動植物や世界の昆虫・化石・隕石といった展示品がある。自然史に関する資料の管理・展示と教養文化の向上を目的とし、自治体などからの依頼により研究を行うこともある。

## 沿革
1977年頃から当時の倉敷市庁舎の移設に伴い、庁舎跡地の利用についての意見が市に多く提出された。1980年に文化施設として利用される方針が発表され、そのうち、旧倉敷市水道局庁舎については、改造して自然史博物館として利用されることが1982年3月2日に正式に決定した（旧倉敷市役所庁舎は倉敷市立美術館として活用）。翌年11月3日に開館を迎え、その後も増築や記念事業を行ってきた。
現建物は1983年に改造のうえ開館してから40年を経過しており、建物の老朽化に伴って、倉敷市福田町古新田にあるライフパーク倉敷敷地内への新築移転の方針が示されている。移転に係る基本計画（「ライフパーク倉敷リニューアル及び新自然史博物館整備基本計画」）を2023年度に策定する予定である。

## 収蔵資料
2023年3月31日時点で地学分野は約1万1545点、植物分野は約32万693点、昆虫分野は約60万1582点、動物分野が約11万2662点の一次資料が収蔵されている。二次資料としては図書が1万3797点、逐次刊行物が4万6053点登録されている。2024年時点で収蔵品109万点の内9割以上が寄贈品である。

## 展示物
地球規模のものから、岡山県や倉敷市の自然史に関連する展示物が見られる。
1階
- エントランスホール

アニマトロニクスのナウマンゾウの親子が中央に展示されている。
壁面にはケサイなど先史時代の哺乳類の彫刻が飾られているほか、学習コーナーがある。
2階
- 第1展示室 岡山県のなりたち

太陽系や地球の形成から、顕生代の生物化石などを経て、岡山県の地形や地史に関する展示が並ぶ。
- 第2展示室 岡山県のいきもの

ツキノワグマなど岡山県に生息する動植物の剥製などが並ぶ。石灰岩台地のジオラマも展示されている。
- 第3展示室 昆虫の世界

世界中の昆虫の標本が展示されている。
3階
- 第4展示室 植物の世界

植物そのものの解説や、岡山県や倉敷市に分布する植物の解説がなされる。市民の生活との結びつきにも焦点が当たっている。
- 特別展示室

企画展の際に用いられる。

## 対外関係
自然観察会、博物館講座、自然の標本なんでも相談会、動物研究会、むしむし探検隊、博物館まつりなど様々な行事が企画されており、活動内容によっては県内の他の市町村へ外出してイベントを行うこともある。博物館実習では岡山大学や岡山理科大学といった県内の大学の学生を、中学校の職場体験では主に倉敷市内の中学校の生徒を受け入れている。また、学校教育機関に対しては化石セットや昆虫標本の貸し出しも用意されている。2005年にはむしむし探検隊の活動中に当時高校2年生の参加者が岡山県真庭市でハムシ科の新種の昆虫ミヤマアザミカミナリハムシ（学名：Altica kimotoi）を発見し、2020年に学術論文が発表された。